# Brompropansäuren
| Gefahrensymbol |

| Gefahrensymbol | Gefahrensymbol |

Brompropansäuren (oder auch Brompropionsäuren) sind aliphatische Carbonsäuren mit drei Kohlenstoffatomen, bei denen eines oder mehrere der an einem Kohlenstoffatom gebundenen Wasserstoffatome durch ein Bromatom ersetzt ist. Sie sind damit Derivate der Propionsäure.

## Darstellung und Gewinnung
Die Monobrompropansäuren C3H5O2Br können durch Bromierung der entsprechenden Carbonsäure (zum Beispiel mit Bromwasserstoff) gewonnen werden. Durch weitere Bromierung der Monobrompropansäuren erhält man die drei Dibrompropansäuren C3H4O2Br2 (zum Beispiel 2,3-Dibrompropionsäure) oder Tribrompropansäuren C3H3O2Br3. Tetrabrompropansäuren C3H2O2Br4 können zum Beispiel durch Reaktion von Dibromacrylsäure mit Brom erhalten werden.

## Eigenschaften
Beide Monobrompropansäuren sind bei Raumtemperatur feste, farblose, stechend riechende, wasserlösliche Substanzen. Die Säurestärke liegt wegen des −I-Effekts der Halogenatome über der der Stammverbindung Propionsäure. 2-Brompropansäure ist optisch aktiv, da sie am zweiten C-Atom ein Chiralitätszentrum besitzt. Die Enantiomeren schmelzen bei −0,5 °C, wobei auch eine metastabile polymorphe Form mit einem Schmelzpunkt bei −10 °C beobachtet wurde. Das Racemat liegt folgend aus dem hohen Schmelzpunkt bei 25,7 °C als racemische Verbindung vor. Auch hier wurde eine metastabile polymorphe Form mit einem Schmelzpunkt bei −3,9 °C beobachtet. Die racemische Mischung der beiden Enantiomeren sollte einen Schmelzpunkt um −20 °C besitzen.
Im basischen Milieu hydrolysieren die Brompropansäuren zu den entsprechenden Hydroxypropansäuren.

## Verwendung
Beide isomeren Monobrompropansäuren werden als Ausgangsstoffe für die Herstellung von Pharmazeutika und Pestiziden verwendet. Außerdem dienen sie als Alkylierungsmittel für Mercaptane und andere schwefelhaltige Verbindungen. Aus 2-Brompropansäure kann durch Fischer-Synthese Alanin hergestellt werden.

## Toxikologie
3-Brompropansäure zeigte im Tierversuch tumorerzeugende Wirkung.